# ローラ・LC87
ローラ・LC87 (Lola LC87) は、フランスのレーシングチーム、ラルース・カルメルが1987年のF1世界選手権に投入したフォーミュラ1カー。ラルフ・ベラミーが設計しローラ・カーズが製作した。

## 背景
ラルース・カルメルは1987年にF1に新規参入した2チームの内の一つであった。チームの創設者は元レーサーでありルノーワークスやリジェでチームマネージャーを務めたジェラール・ラルースと、フランスの実業家ディディエ・カルメルである。他のF1チームと異なりラルースは参入初年度、独自の開発部門や車両生産設備を持っていなかった。1986年末にF1参戦を決定した後、車両の開発と製作をイギリスのレーシングカービルダーであるローラ・カーズに委託し作られたF1マシンがLC87である。この車両はラルース・カルメルチームから参戦したが、F1レギュレーションではコンストラクターズ選手権とは「製造者部門」の選手権であるため、ポイントはチームではなく製造者のローラに与えられた。翌1988年開幕戦からは後継のLC88が投入された。

## 開発
LC87はローラ創始者のエリック・ブロードレイと、1985年までマーチにいたラルフ・ベラミーによって共作された。前年までF1に参戦したハース・ローラTHLシリーズとの関連は無く、ローラのF3000マシン「ローラ・T87/50」をベースとし、そこから多くのパーツを流用してLC87は作られた。名称のLCとはチームの共同オーナー、ラルースとカルメルの頭文字である。
全体的な設計は「かなりコンベンショナル」な物であった。モノコックはカーボンとケブラーの複合素材製である。剛性を得るため幅広で、T87/50よりもホイールベースが延長され、F1に準じ燃料タンク容量が大型化された。サスペンションはダブルウィッシュボーン、フロントがプルロッド、リアがプッシュロッドで構成され、ダンパーはごく標準的な配置で設置された。ラルース・カルメルは前年末に準備が始まり、その時点で参戦カテゴリーを国際F3000にするかF1に参戦するか迷っていたチームであり、依頼を受けたローラは冒険を避け手堅くまとめられたF1用シャシーを製作した。
エンジンは、スイスのハイニー・マーダーがチューンした自然吸気3500ccのフォード・コスワースDFZを搭載。DFVを積むローラのF3000同様エンジンを覆うカウルは無く、エンジン上部は外に露出している。トランスミッションはヒューランド製の5速であった。
LC87は重量過多で、乾燥重量は規定の最小重量を30 kg以上オーバーしていた。チームは様々な施策により夏までに20 kgを軽減した。

## レース戦績
ローラ・LC87はシーズン第2戦のサンマリノGPでデビューした(開幕戦にLC87の完成が間に合わず、初戦を欠場しFISAからは罰金を科せらた)。当初ラルースはフィリップ・アリオーの1台体制でシーズンに臨んだ。戦闘力に劣るマシンであったにもかかわらず、アリオーはこのレースを10位でフィニッシュした。次戦ベルギーでは8位となっている。このときまでにベラミーはエンジンコンパートメントを減らして車重を15ポンド (6.8 kg) 減量した。その後モノコック側の改良により4 kg軽量化する。アリオーはシーズン15戦中9戦でリタイア、完走は6回で、最高位はホッケンハイム、ヘレス、メキシコでの3回の6位入賞により、アリオーは新チームに3ポイントをもたらした。シーズン終盤3戦でラルースはセカンドカーを投入、ドライバーは国際F3000で活躍していた新人ヤニック・ダルマスを起用した。ダルマスは最終戦アデレードで5位に入ったが、1カーエントリーで参戦登録していたラルースの2台目はコンストラクターズポイントの対象では無かったため、2ポイントは加算されなかった。ローラはアリオーの得た3ポイントによってコンストラクターズランキング9位となった。自然吸気エンジンを対象とするコーリン・チャップマン・トロフィーでは、マーチやAGSを上回り、ティレルに次ぐ2位となった。

## F1における全成績
(key) （太字はポールポジション）
| 年     | シャシー | エンジン                       | タイヤ | No | ドライバー           | 1   | 2   | 3   | 4   | 5   | 6   | 7   | 8   | 9   | 10  | 11  | 12  | 13  | 14  | 15  | 16  | ポイント | 順位 |
| ------ | -------- | ------------------------------ | ------ | -- | -------------------- | --- | --- | --- | --- | --- | --- | --- | --- | --- | --- | --- | --- | --- | --- | --- | --- | -------- | ---- |
| 1987年 | LC87     | フォード-コスワース DFZ V8 3.5 | G      |    |                      | BRA | SMR | BEL | MON | DET | FRA | GBR | GER | HUN | AUT | ITA | POR | ESP | MEX | JPN | AUS | 3(5)     | 9    |
| 1987年 | LC87     | フォード-コスワース DFZ V8 3.5 | G      | 29 | ヤニック・ダルマス   |     |     |     |     |     |     |     |     |     |     |     |     |     | 19  | 14  | 5   | 3(5)     | 9    |
| 1987年 | LC87     | フォード-コスワース DFZ V8 3.5 | G      | 30 | フィリップ・アリオー |     | 10  | 8   | Ret | Ret | Ret | Ret | 6   | Ret | 12  | Ret | Ret | 6   | 6   | Ret | Ret | 3(5)     | 9    |

## 参照
1. 1 2  Ménard: La Grande Encyclopédie de la Formule 1. 2000, S. 323.
2. ↑  Team & Driver ラルースローラFUJI TVオフィシャルF1ハンドブック 64-65頁 フジテレビ出版/扶桑社 1987年7月6日発行
3. ↑  F1レギュレーション変更を喜んだ男 Racing On No.008 30頁 1986年12月1日発行
4. ↑  Hodges: Rennwagen von A–Z nach 1945. 1994, S. 141.
5. ↑  Hodges: A–Z of Grand Prix Cars. 2001, S. 129.
6. ↑  ラルースはシーズン開始時1台体制で登録したため、ダルマスはポイントの対象外であった。そのため最終戦オーストラリアで5位に入賞したものの、2ポイントは加算されなかった。